# Borys Nikitiuk
Borys Nikitiuk (ur. 17 marca 1933 r. w Teremiskach, zm. 13 września 2005 r. w  Białymstoku) – z wykształcenia historyk. W latach 1949–50 korespondent: Rolnika Polskiego, Chłopskiej Drogi, Gromady i Polskiego Radia.
Po przeszkoleniu w Krajowym Ośrodku Kształcenia Kadr Dziennikarskich wraz z innymi dziennikarzami został skierowany do organizowania redakcji Gazety Białostockiej. W latach 1963–1969 pełnił obowiązki publicysty, kierownika działu i członka kolegium redakcyjnego tej gazety.
Adiunkt, kierownik Muzeum Ruchu Rewolucyjnego (od 1990 r. Muzeum Historyczne) w Białymstoku.
Autor setek publikacji prasowych w Niwie, Naszej Wsi, Grodzieńskiej Prawdzie, Robotniku Białostockim, Kwartalniku Historycznym Związków Zawodowych w Polsce i Kalendarzu Białoruskim.

## Niektóre wydawnictwa autorstwa B. Nikitiuka
- Czerwona Hajnówka, 1958
- Zwycięstwo opłacone krwią, 1972
- Z dziejów Hajnówki i jej okolic (1915–1939), 2003
- Ziemia hajnowska: 1939–2003, 2004